# Boylston Market
Boylston Market era un edificio ubicado en la ciudad de Boston, la más importante de Massachusetts (Estados Unidos). Fue diseñado por el arquitecto Charles Bulfinch y construido en 1810 en la esquina de las calles Boylston y Washington. El Boylston Hall ocupaba el tercer piso del edificio y funcionaba como un espacio para reuniones y presentaciones. Fue demolido en 1887.

## Historia
La Asociación de Boylston Market desarrolló el edificio. John Quincy Adams fue el primer presidente de la asociación. En 1809, los propietarios pagaron 20 560 dólares por la tierra que anteriormente pertenecía a Joseph C. Dyer (y a Samuel Welles antes que él). El nuevo edificio "fue nombrado en honor al benevolente y filantrópico Ward Nicholas Boylston".

### Arquitectura

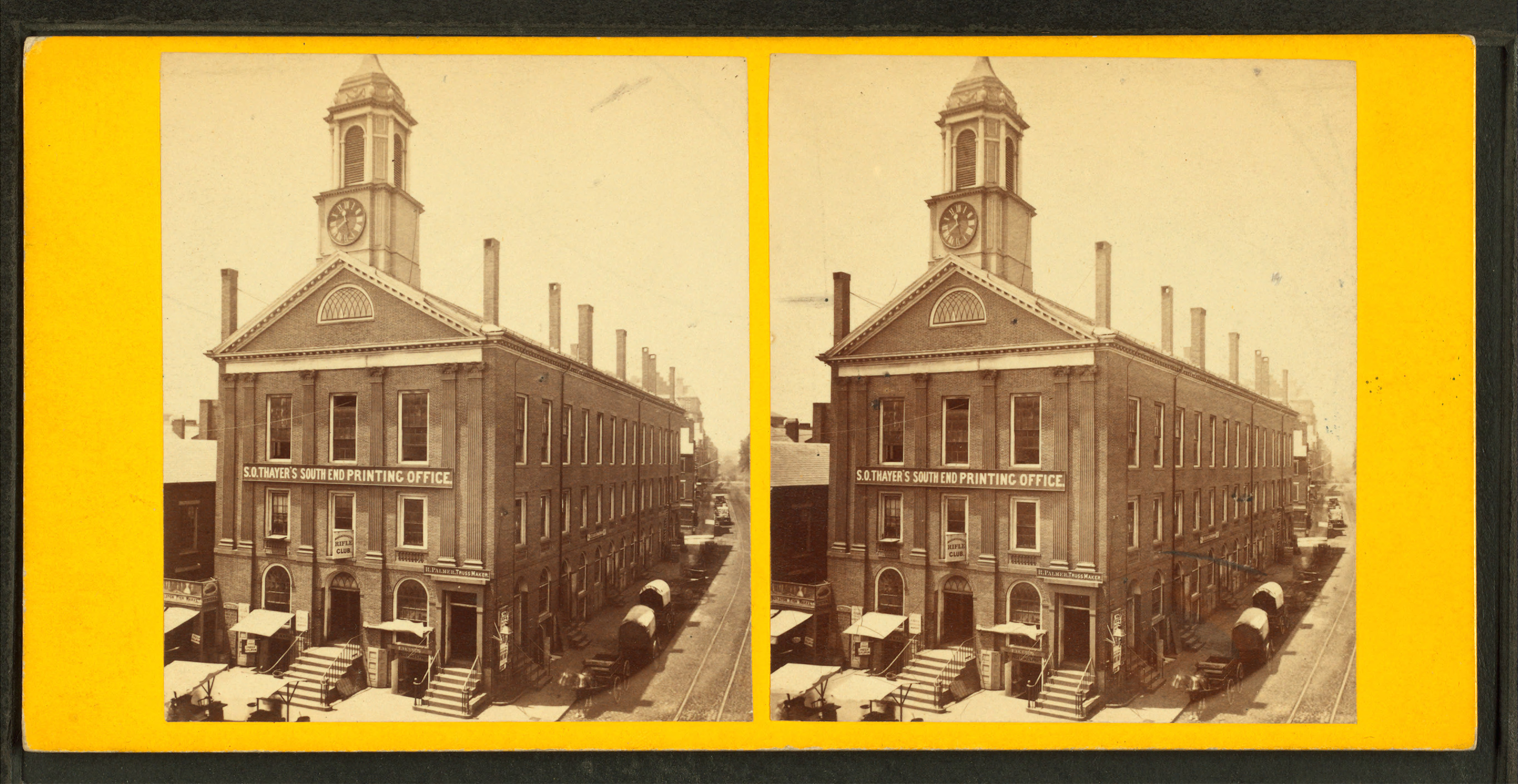
Boylston Market, siglo XIX; foto de John B. Heywood

La construcción comenzó en abril de 1810 y se completó el mismo año. El edificio de 3 pisos medía 120 pies de largo y 50 pies de ancho. "En el primer piso hay 12 puestos de venta de víveres. El segundo está separado por una avenida longitudinal, a cuyos lados hay 4 espaciosas habitaciones. El tercer piso consta de una sala de 100 pies de largo con todo el ancho del edificio. la altura central del techo es de 24 pies. Contiene una orquesta y 2 cómodos salones contiguos".
"En 1859 se hizo una extensión de 12 metros". "En 1870, la estructura de ladrillo macizo se retiró de la calle tres metros y medio sin molestar a los ocupantes".

### Inquilinos
Los primeros inquilinos incluyeron la Sociedad Linnaean de Nueva Inglaterra y el Museo de Nueva York de Edward Savage hacia 1812, ambos "elegantemente equipados con curiosidades naturales y artificiales". La Handel and Haydn Society celebró conciertos en la sala durante varios años. En 1845, algunos de los miembros del Sindicato de Protección de los Trabajadores abrieron una tienda en el segundo piso. Otros vendedores en el mercado incluían a los comerciantes de mantequilla y queso M. C. Strout y F. H. Thomas (c. 1877).
Los eventos especiales en Boylston Hall incluyeron la Convención contra la esclavitud de Nueva Inglaterra, 1834; Celebraciones del 4 de julio de la Sociedad Antiesclavista de Nueva Inglaterra en la década de 1830; y "Gran Panorama serial de México" de Corydon Donnavan, c. 1848: "Capt. Donnavan, durante varios meses prisionero durante la reciente guerra en [México], dará un discurso explicativo, relatando muchos incidentes de la guerra, la vida mexicana, los modales, etc., mientras la pintura pasa ante la audiencia ".

### Demolición
El mercado de Boylston fue demolido en 1887. En su lugar, se erigió el "Edificio Boylston". El campanario de la estructura original del mercado de Boylston fue a la Iglesia Metodista Calvary en Arlington, en 1921.

## En la cultura
El poeta John Pierpont se refiere al mercado de Boylston en su poema de 1840 The Drunkard's Funeral (El funeral del borracho).

## Galería

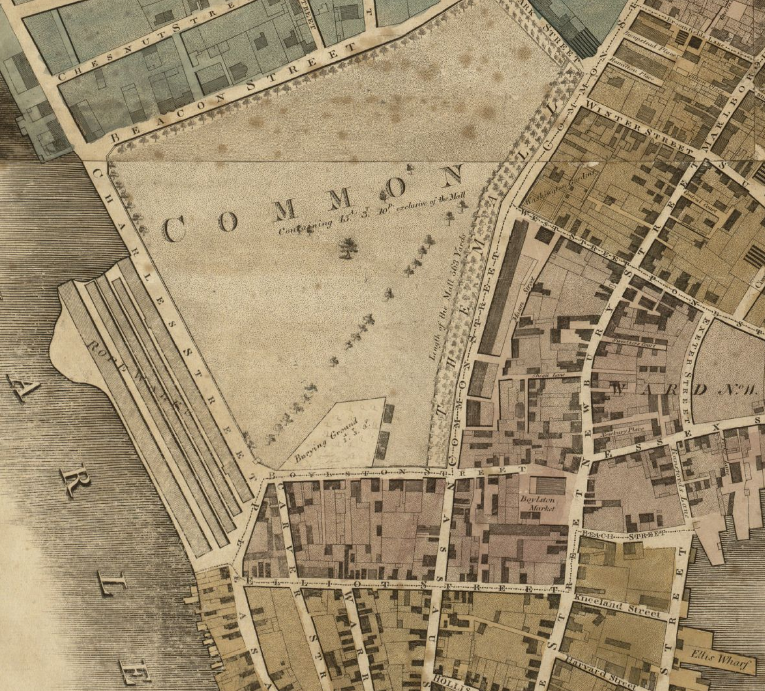
Detalle del mapa de Boston de 1814, que muestra la ubicación del mercado de Boylston
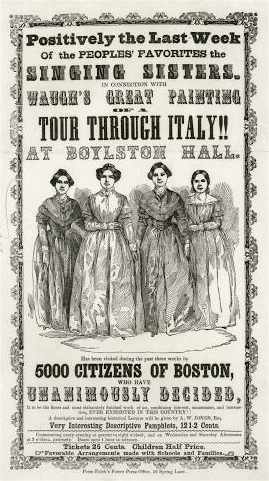
Samuel B. Waugh y las hermanas cantantes, en Boylston Hall, 1855
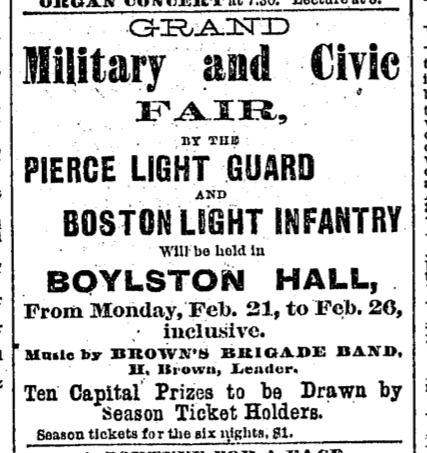
Anuncio de "Feria cívica y militar", 1881
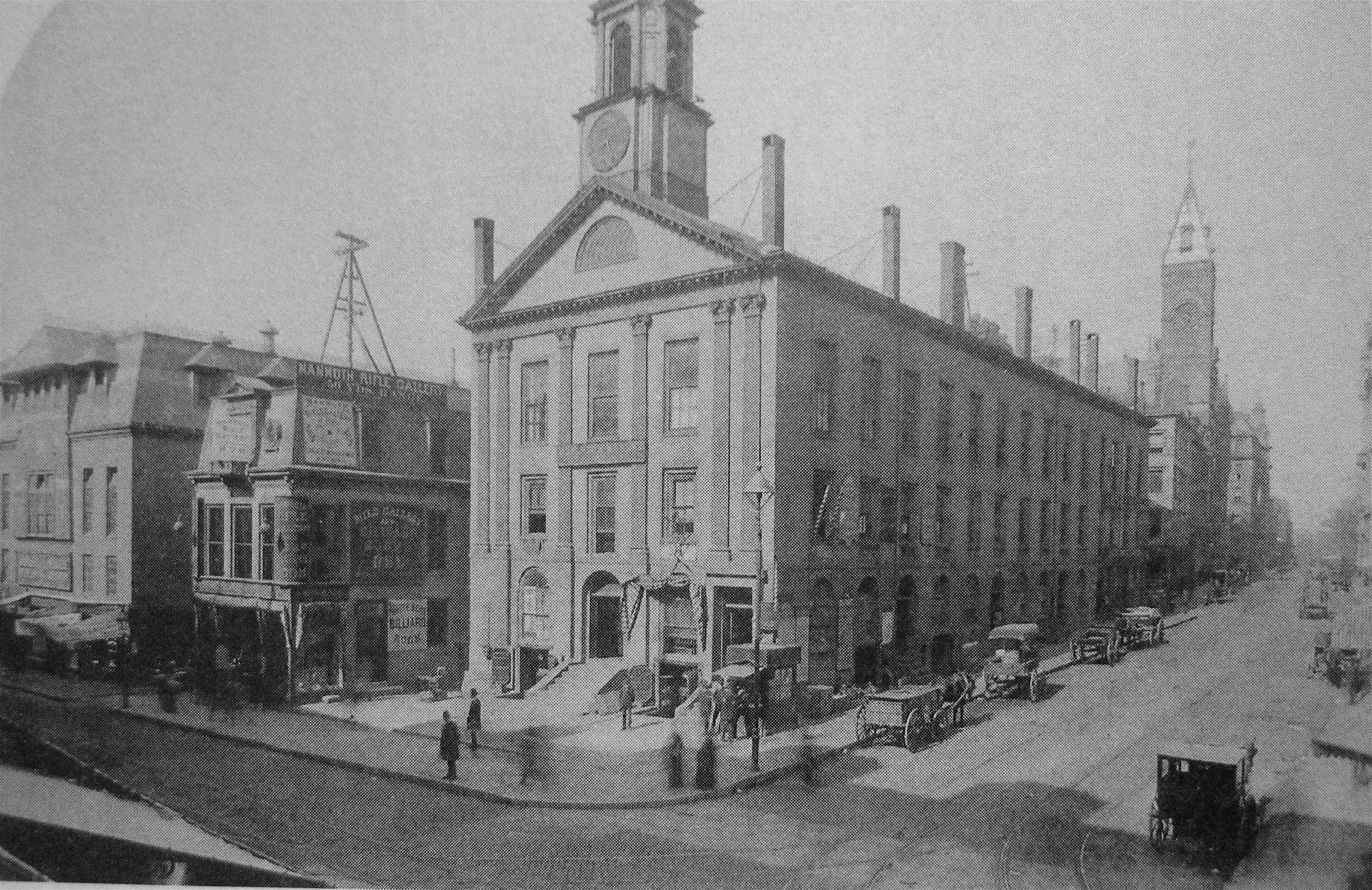
Boylston Market
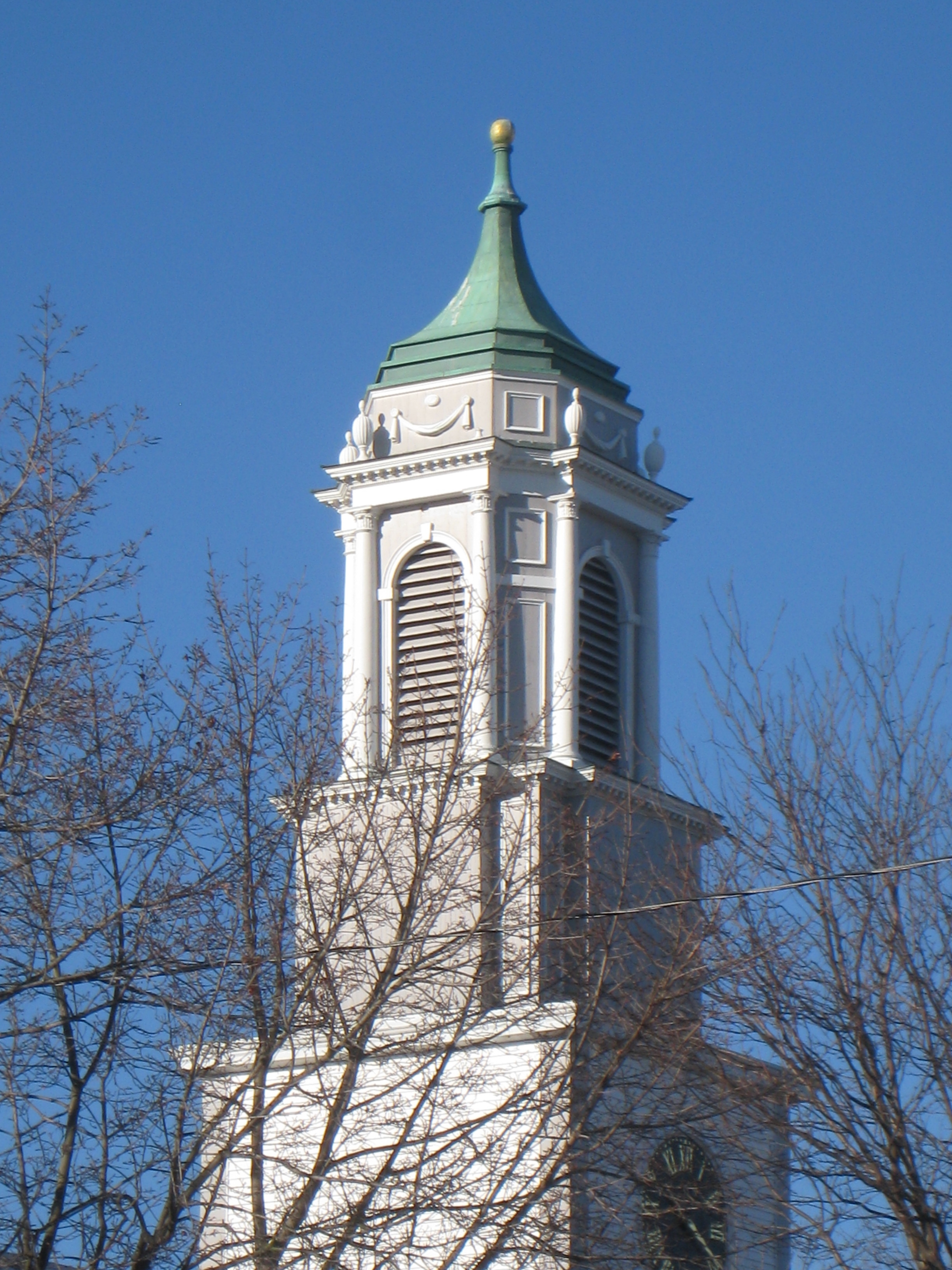
Campanario de Bolyston MArket (hoy parte de la Iglesia Metodista Calvary)